# Francesc Pallarès
Francesc Pallarès (Barcelona, ? - 19 de maig de 1462) va ser un polític català, membre del Consell de Cent de Barcelona i del partit de la Busca.
Funcionari municipal, l'any 1449 ocupà el lloc d'administrador de les places del Blat i del Vi de Barcelona. El 1461 és nomenat conseller segon de la ciutat. Acusat de reialista i de conspirar a favor de Joan II junt amb Pere Destorrent, Bernat Turró, Martí Solzina i Joan de Mitjavila, membres del partit buscaire, va ser jutjat per una comissió formada, entre d'altres, per Francesc Colom, ardiaca de la seu de Barcelona.
Va ser condemnat a mort i executat a la presó el 19 de maig de 1462.